# Blanca Mooney
Blanca Nester Mooney (9 de Julio (Buenos Aires), Argentina; 18 de enero de 1940 - Buenos Aires, 9 de mayo de 1991) fue una popular cancionista argentina.

## Carrera
De ascendencia irlandesa y española, Mooney perteneció a la camada de las antiguas cantantes de tangos tanto por su estilo, como por el color de su voz, su temperamento expresivo, y de una muy buena entonación y claridad de dicción. Otras eran Elba Berón, Nelly Vázquez, Susy Leiva, Alba Solís, Beba Bidart, Silvia Del Río, Paula Gales, Carmen Duval, entre otras.
Gran profesora de piano, su carrera en el tango empezó tras participar en un concurso organizado por la revista Radiofilm en el Teatro Comedia donde fue anotada por su madre. El programa era conducido por el popular animador radial Carlos Ginés era su conductor en 1956 y realizado por Emilio Roca. En ese entonces para cada concursante era acompañado por la orquesta de Leopoldo Federico o bien el acompañamiento era con guitarras. En ese año gana Ángeles Dangell, que pasó fugazmente por el ambiente y segunda Blanca Mooney. Entre los hombres Ernesto Herrera, que actuara con Héctor Varela y Francisco Canaro, y Carlos Budini, cantor de Miguel Nijensohn, entre otros.
La contrataron para actuar en LR3 Radio Belgrano, incluso en los recordados Domingos al mediodía de Jabón Federal. Después, el circuito habitual de radios, giras, salones, grabaciones y en su caso también la televisión en 1958.
Por un hecho casual es escuchada por Osvaldo Fresedo quien incluye su voz en un disco 33 rpm larga duración. Fueron solo tres temas grabados en enero y junio del año 1959. En 1960 registró 12 temas acompañada por una orquesta conducida por José Márquez. También la dirige Lucio Milena para dos tangos. En 1972 acompañada por Luis Stazo graba 13 temas, uno de ellos a dúo con Rodolfo Lesica.
Sigue luego como solista y en 1963 luego de casarse, se instala en la provincia de Córdoba. Continúa su labor allí y varios años más tarde retorna a Buenos Aires. Hace giras a Perú, Ecuador, Brasil, Bolivia, Norteamérica y la más importante en 1968 con la orquesta de Alberto Di Paulo a Japón. También actuó en Chile con Roberto Pansera, su última presentación fuera de Argentina.
También perteneció a la Banda de la Armada Argentina con quienes grabó una serie de temas para el sello odeón entre 1977 y 1978. Recorrió el país con el espectáculo titulado Tango a bordo, el bandoneonista Néstor Marconi forma parte del conjunto.

## Vida privada
Se casó con Ricardo ("Richard") Caletti con quien tuvo dos hijos: Martín y Javier.

## Fallecimiento
La cancionista Blanca Mooney falleció inesperadamente tras sufrir un derrame cerebral y estar algunos días en coma el 9 de mayo de 1991. Según su voluntad sus restos fueron cremados y arrojadas sus cenizas al Río de la Plata. Mooney tenía 51 años.

## Temas interpretados
- Julián
- Arrabalero
- Dónde estás
- Virgen de la serranía
- Besos brujos
- En esta tarde gris, de Mariano Mores y José María Contursi.
- Nada más que un corazón
- Rosario mío
- Frente al mar
- El patio de la morocha
- Al compás del corazón
- Café de los angelitos
- Uno
- Llámame amor mio
- La cumparsita
- Nuestra ultima partida
- Al aire libre
- Todo todo termino
- Señor que no me mira
- Cual de los dos
- Pero por que
- Nada más que un corazón
- Caminito
- Desconocidos